# Mono (tribu)
Pour les articles homonymes, voir Mono.
Les Mono sont des autochtones amérindiens vivant dans la Sierra Nevada, le bassin de Mono et des territoires adjacents du Grand Bassin.
Au cours de l'histoire, ils ont également été appelés Mona, Monache ou encore Northfork Mono, comme l'atteste E.W. Gifford, un ethnologue ayant étudié dans la région de la vallée de San Joaquin dans les années 1910.
Ils parlent le Mono, aussi appelé Nim, une division de la branche numique des langues uto-aztèques.